# 頭汴坑
頭汴坑，雅稱汴峰，是臺中市太平區的一個傳統地域名稱，位於該區東北半部。相較於今日行政區，其範圍大致包括大興里東大半部、坪林里東部、勤益里東南小半部、東和里東半部、聖和里、福隆里東北部邊界地帶、頭汴里、東汴里、光隆里東部、永隆里最東端、黃竹里東北部邊界地帶，另外還包括新社區的協成里西南端，以及國姓鄉的長豐村西大半部、長流村西北半部、大旗村最北端。

## 歷史
台灣清治末期至日治初期，頭汴坑地區為一街庄，稱為「頭汴坑庄」，隸屬於藍興堡。該庄北與大坑庄、大湳庄為鄰，東邊北段與水底藔庄為鄰，東邊南段與蕃地為鄰，南邊東段為水長流庄、墘溪灣庄，南邊西段至西邊南段為車籠埔庄，西邊北段為太平庄、三汴庄。
1901年（日治明治三十四年）11月，全台廢縣廳改設二十廳，該庄隸屬於臺中廳。1903年（明治三十六年）6月，該庄編入「大平區」，隸屬於臺中廳。1909年（明治四十二年）10月，合併二十廳為十二廳，大平區隸屬不變。1920年（大正九年），全台地方制度大改正，廢十二廳改設五州二廳，該庄改制為「頭汴坑」大字，隸屬於臺中州大屯郡大平庄。
戰後大平庄改制並改名為「太平鄉」，隸屬於臺中縣，大字亦改制為村。1996年，太平鄉因人口達15萬人，升格成為太平市，村亦改制為里。2010年12月，臺中縣市合併為直轄臺中市，太平市改制為太平區。

## 聚落
本地區發展較早的聚落有坑口、石壁仔、內城、姜仔園、帽仔厝、樹籐橋、腦藔、長埒、外暗坑、焿仔藔坪、內暗坑、王公潭、菜頭園、中竹仔林、大尖腳、炮仔林、乾溪口、南仔坪、清水林仔、濁水林仔、敕桃坪、土地公坑、大灣、鹿肚石坑、反藔、獐稠、制波坑、埔鹽藍、乾溪、外茅埔、內茅埔、小肉油、結生坪、金字凍、焿仔藔坑、石岩坑等，在日治期初期的官方地圖上已有記載。此外，本地區尚有七磘、三磘、內坪林、作料坑、東南坑、石苓湖等聚落。

## 交通
市道129號（東平路、光興路）是石岡區土牛至大里區塗城的道路，大致以西北－東南走向轉東北－西南走向經過頭汴坑地區西部凸出部分的西南端，其中東平路路段係與市道136號共線。由該道路向西北經太平東北端轉北獨行後可前往三汴、廍子、大坑、馬力埔、大湳、新社、土牛並止於省道台3線路口，向西南轉南微西可前往車籠埔、番子寮（部分路段與塗城交界）、草湖並止於省道台3線另一路口。
市道136號（東平路、長龍路一段～四段）是臺中市龍井區至南投縣國姓鄉龜溝的道路，大致以西北—東南走向轉北向南蜿蜒經過本地區西南部，其中東平路路段係與市道129號共線。由該道路向西北轉西北西獨行後繞大彎轉西南再轉西北可經太平市區前往臺中市區、南屯、大肚東北部邊界地帶、龍井東部、沙鹿西南部、梧棲與龍井交界地帶並止於省道台17線路口，向南越過山嶺可前往墘溝、龜子頭地區的龜溝並止於省道台14線路口。
區道中99線（北田路）是新社區南華莊至頭汴坑的道路，其南側端點位於本地區西部市道136號路口。由此向東北轉東再轉東北蜿蜒而行，越過山嶺後可前往大南地區的南華莊並止於區道中93線路口。

## 學校
- 臺中市私立光華高級工業職業學校
- 臺中市太平區頭汴國民小學
- 臺中市太平區東汴國民小學